# 波多利斯克步兵和炮兵干部学校

波多利斯克步兵学校（Подольское пехотное училище,ППУ）和波多利斯克炮兵学校（Подольское артиллерийское училище,ПАУ）位于苏联莫斯科州波多利斯克。该校因其学员于1941年莫斯科会战中奔赴前线抗击德军进攻而闻名。

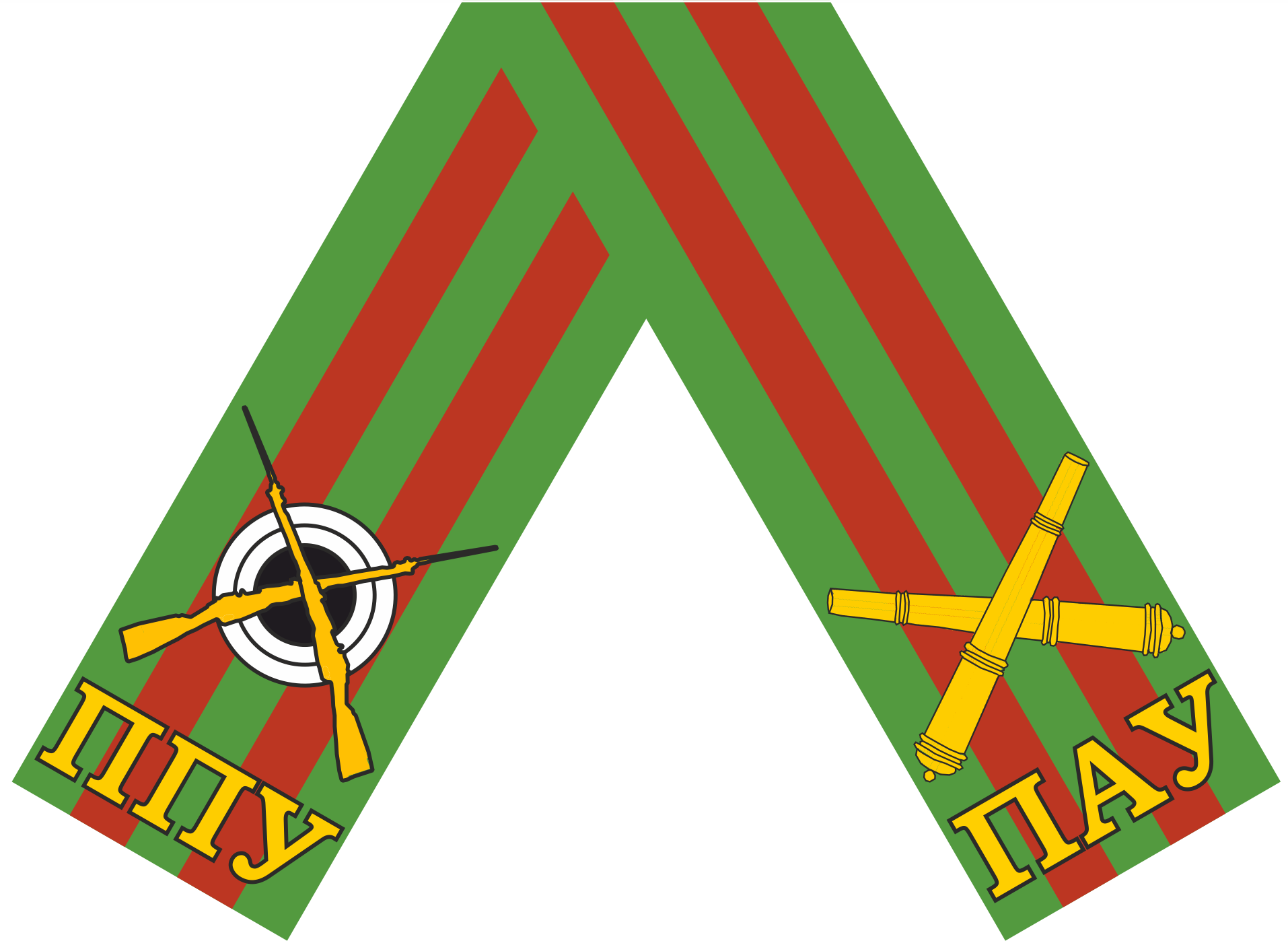
学员肩章

## 背景
1939年随着第二次世界大战爆发，苏联开始扩充军队数量，因而兴建波多利斯克炮兵步兵学校。苏德战争爆发时，在校学员超过3,000人。
1941年10月初，德国中央集团军群发起台风进攻会战，苏联西方面军与预备方面军主力在维亚济马被合围，10月5日，苏军莫斯科防空区的国土防空歼击机飞行员发现一支庞大的德军摩托化纵队往尤赫诺夫方向急进，莫斯科西南的尤赫诺夫-小雅罗斯拉韦茨方向几乎无正规军布防，莫札伊斯克防线上的伊利因斯科耶无兵可守。  

## 1941年作戰經過

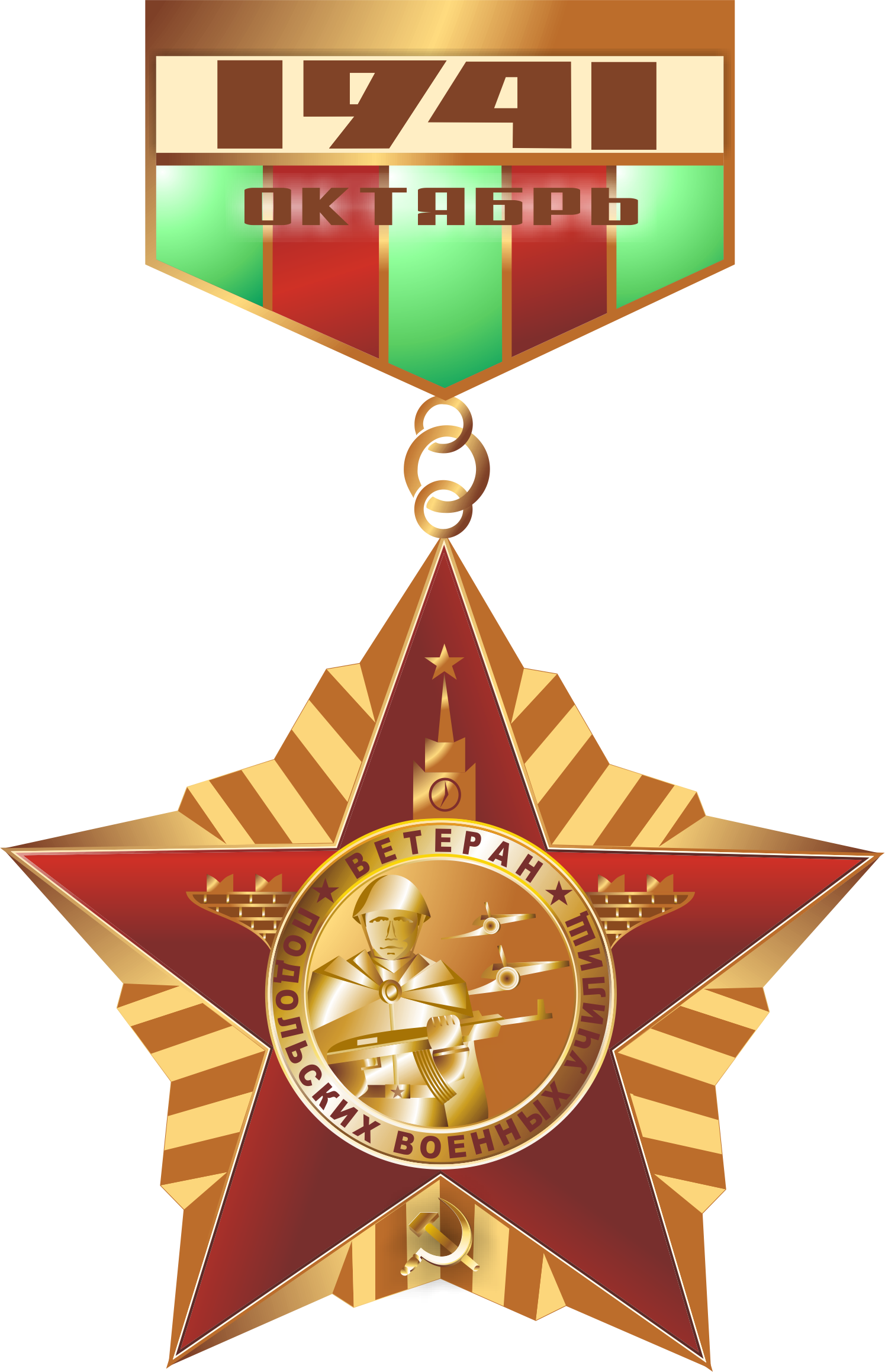
波多利斯克軍校學員1941年10月戰鬥紀念章

1941年10月5日，該軍校2,000名軍校生被編成支隊，另外1,500軍校學員被疏散。校長斯米爾諾夫少將與副校長砲兵上校指揮學院支隊，擔負守禦伊利因斯科耶5至7天的任務，直至預備隊到來，當地民警、後勤部隊與坦克第17旅均投入戰鬥。
10月7日，軍校政委邁克爾·馬克西莫維奇·波茲諾夫（Михаил Максимович Постнов）戰死身亡。
10月13日，在連續多天擊退德軍後，德軍迂迴後方偽裝成蘇軍發起進攻，但被蘇軍識破並擊退。同時，德軍坦克第4集群殲滅了維亞濟馬被圍的蘇軍，並再次向莫斯科發動猛攻。
10月16日，隨著德軍攻占伊利因斯科耶，該地的學員支隊損失殆盡。 10月17日，堅守庫迪諾沃的學員被包圍。
10月19日，倖存的學員支隊接到撤退命令，移動到留克亞諾沃堅守，並被編入第43集團軍序列。
10月20日，該部隊駐防納拉河一線堅守。 10月25日，學員步行撤出戰鬥，恢復學校教育。

## 战后研究与纪念
最初开始研究波多利斯克军校学员战绩的是莫斯科州克利莫夫斯克第四中学学生。1965年，波多利斯克军校学员博物馆开馆。1966年，克利莫夫斯克的学生与波多利斯克共青团在当年战斗之地进行多天野营，考证出军校第4营阵亡学员在卡卢加州薩維諾弗（Савиново）与瓦西索弗（Васисово）的集体墓葬。其后在奥布宁斯克建立军校学员牺牲纪念碑。 
1967年，波多尔斯克第二工业大街改名为波多尔斯克学员大街。1975年5月7日，波多尔斯克基洛夫街与公园街路口立起波多尔斯克学员纪念碑。5月8日举行纪念碑落成仪式，并在伊利因斯科耶点燃了长明火，同日伊利因斯科耶前线博物馆开馆。
1985年5月6日，萨兰斯克的纪念碑建成。同年10月，华沙公路战斗胜利40周年在庫迪諾弗（Кудиново）举行纪念碑落成仪式。1989年莫斯科的第二公路改名为波多利斯克学员路。以波多尔斯克学员命名的街道、桥梁、城镇分布在波尔多斯克、小雅罗斯拉韦茨、布哈拉、薩蘭斯克（Саранска）与莫斯科。此外，俄罗斯境内共有5所学校以波多尔斯克学员命名。

## 照片

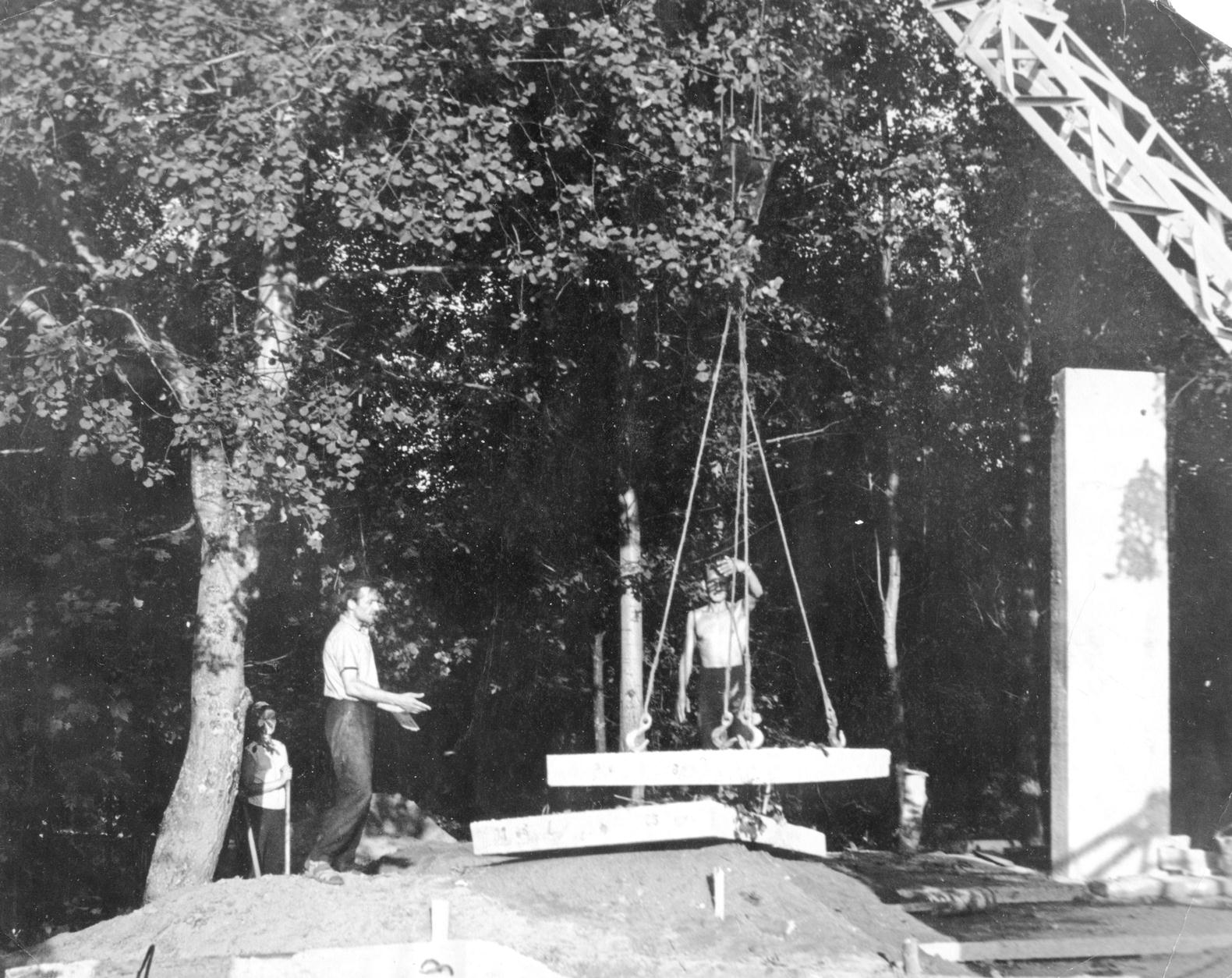
1966年6月-7月在Савиново与Васисово建造纪念碑。
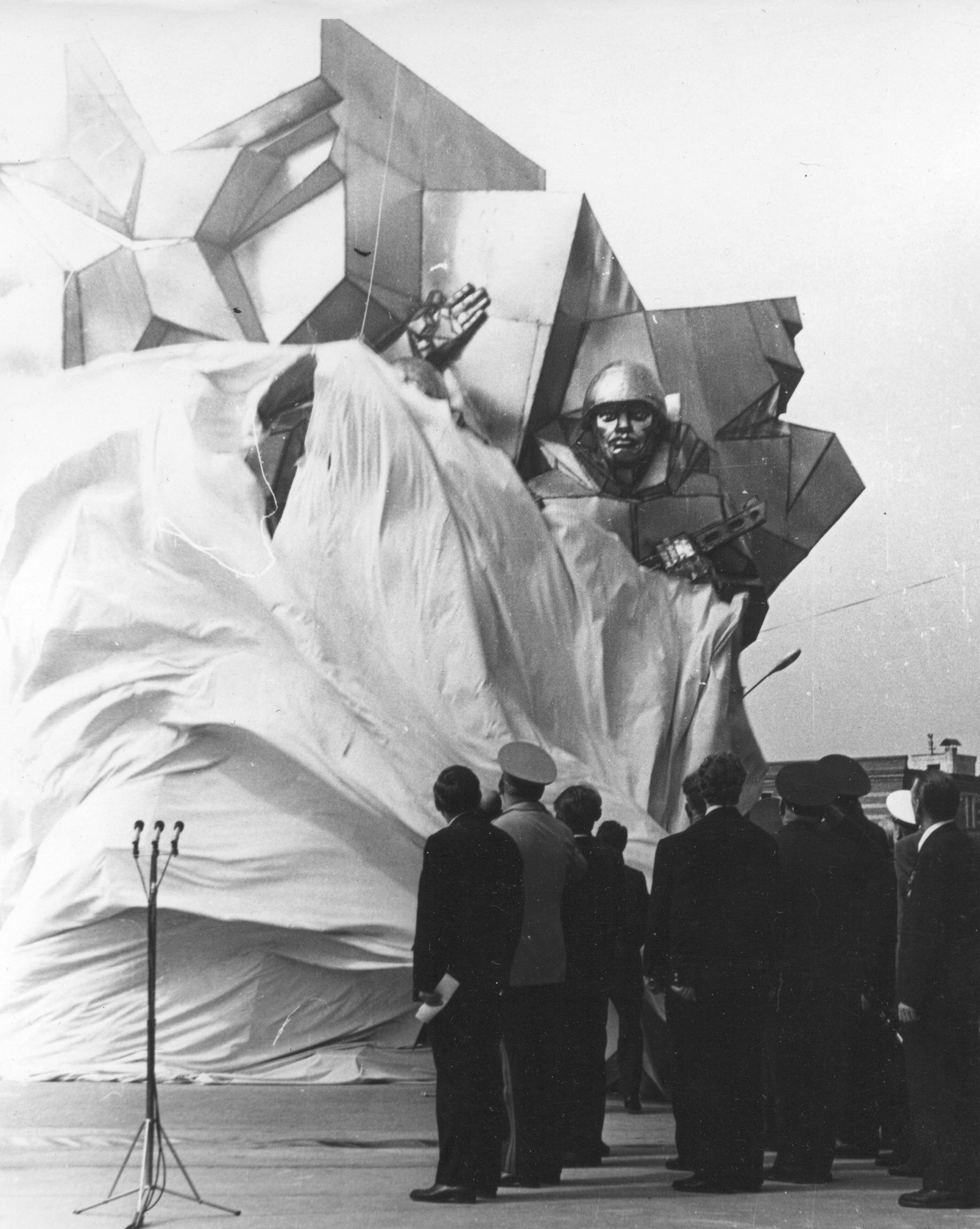
1975年5月7日在波多利斯克建造的纪念碑
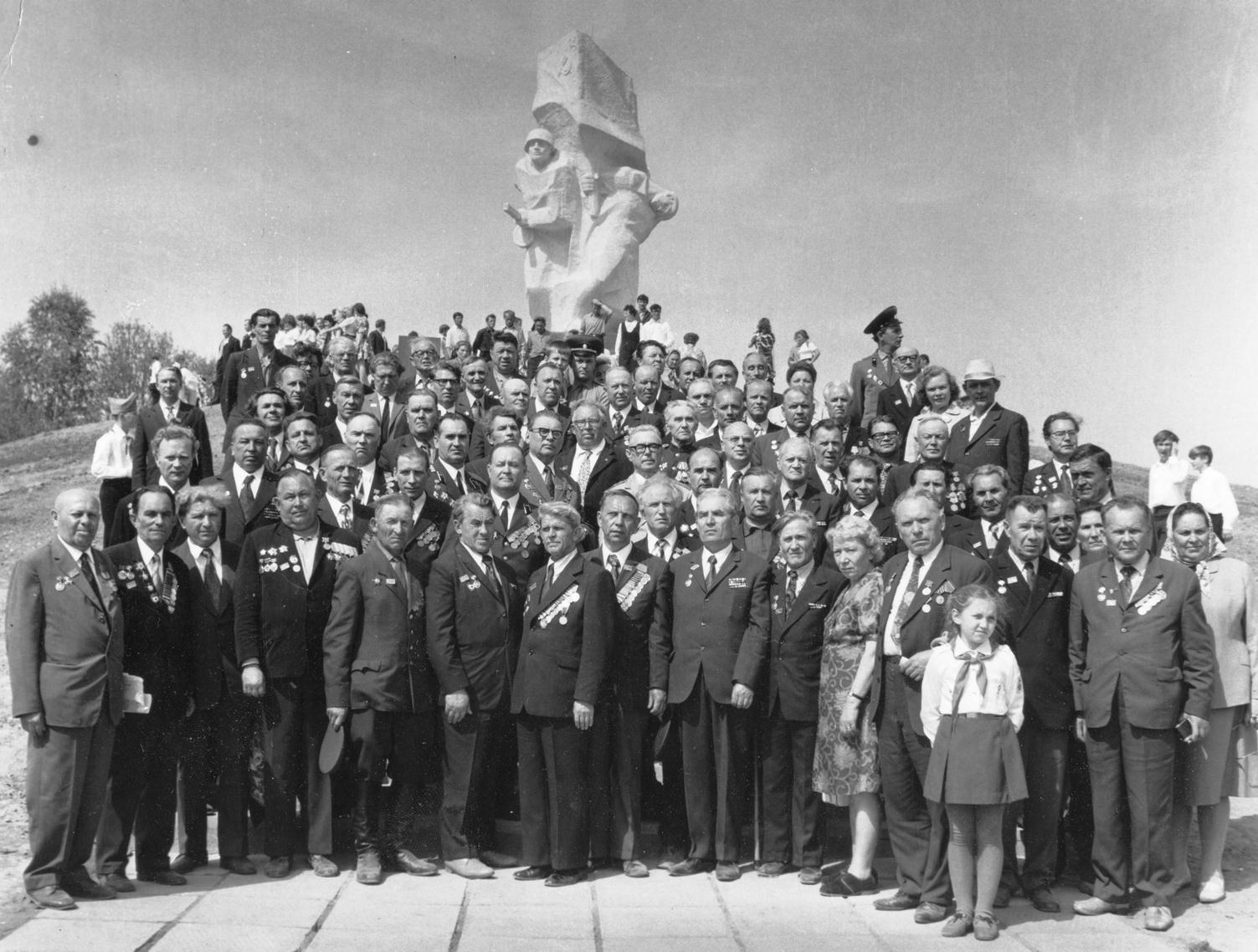
1975年5月8日幸存的军校学员在落成的纪念碑前合影
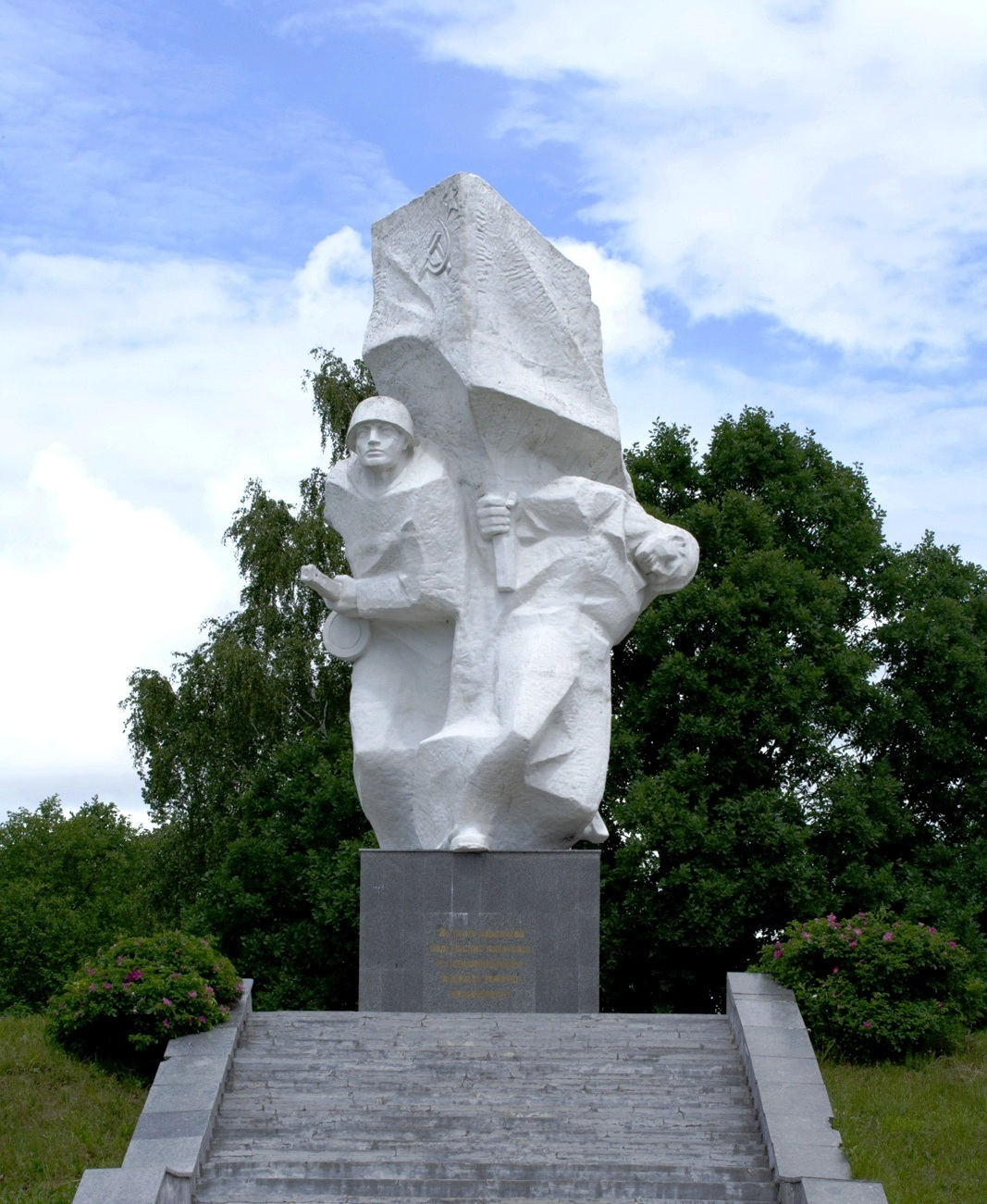
纪念碑的近照
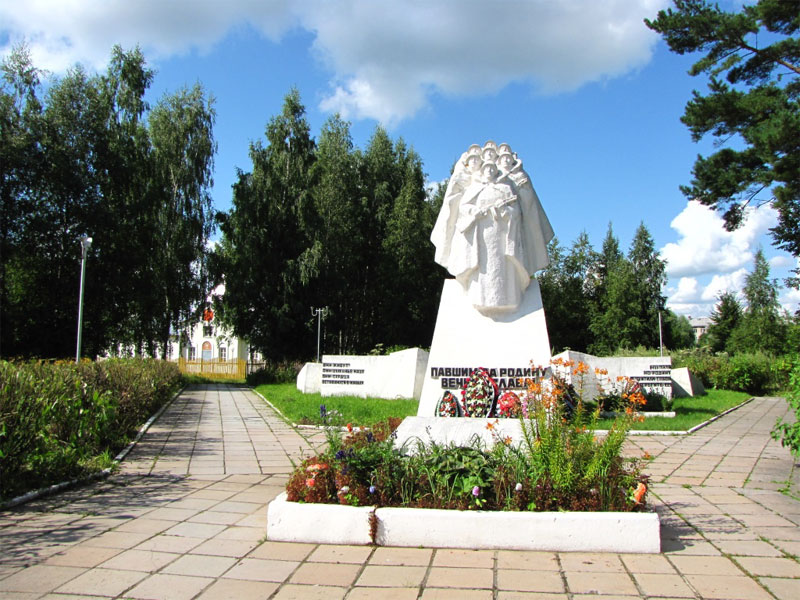
Кудиново的纪念碑
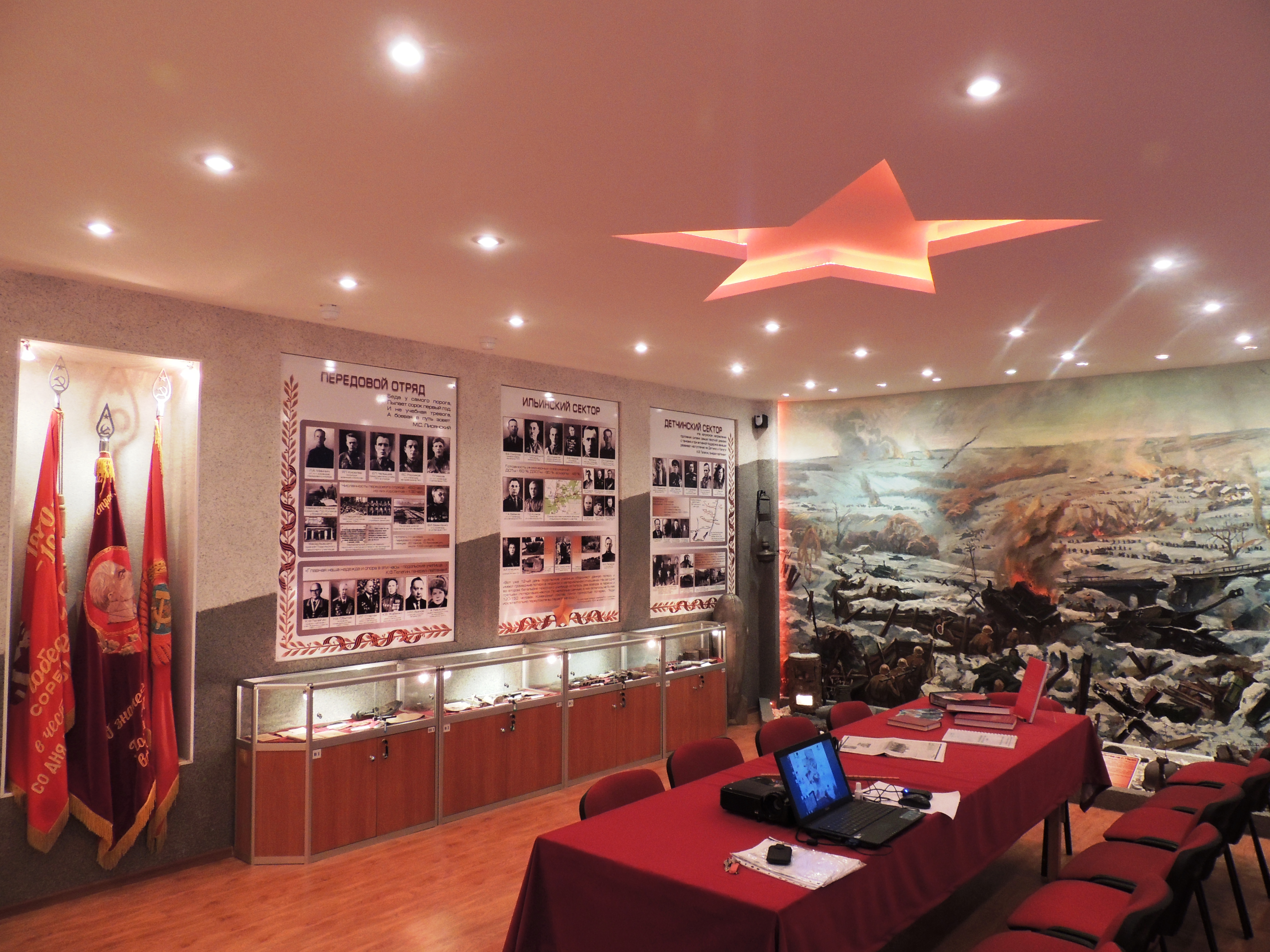
2012年重新装修后的波多利斯克军校博物馆

## 电影
- 1985年苏联电影《莫斯科保衛戰》
- 2020年俄羅斯電影《致命最前線》（英语：The Last Frontier (2020 film)）